# Einwandererzentralstelle
Die Einwandererzentralstelle (EWZ) war eine Mitte Oktober 1939 zunächst in Gotenhafen (polnisch Gdynia) eingerichtete nationalsozialistische „Sammeldienststelle“, die die Einbürgerung und Ansiedlung von bis zu 1.000.000 „volksdeutschen Umsiedlern“ regelte. Dabei erfolgte die Auswahl nach angeblich rassebiologischen und politischen Kriterien.

## Hintergrund
Im Zusammenhang mit dem Stahlpakt legte Heinrich Himmler im Mai 1939 eine Denkschrift zur Umsiedlung von rund 200.000 Südtirolern (Optanten) vor und beauftragte später Ulrich Greifelt mit der Organisation. Dabei waren Grundzüge der späteren Umsiedlungspolitik bereits angelegt: Es ging um die Ansiedlung „gutrassiger Volksdeutscher“ im Osten, eine beschleunigte Verleihung der deutschen Staatsangehörigkeit und den Transport durch die Volksdeutsche Mittelstelle (Vomi).
Nach dem Deutsch-sowjetischen Nichtangriffspakt und dessen Ausformung im Deutsch-Sowjetischen Grenz- und Freundschaftsvertrag vom 28. September 1939 konnten alle Bessarabiendeutsche, Deutsch-Balten und Bukowinadeutsche umgesiedelt werden. Am 6. Oktober 1939 hielt Adolf Hitler eine Reichstagsrede, in der er die Zerschlagung des polnischen Staates und die „neue Ordnung der ethnographischen Verhältnisse“ als Ziele nannte. Am Folgetag wurde Heinrich Himmler durch Führererlass mit der „Festigung deutschen Volkstums“ beauftragt, der seinerseits am 8. Oktober 1939 Reinhard Heydrich anwies, eine Dienststelle zu schaffen, mit der die Erfassung und Einbürgerung der umzusiedelnden Deutschen durchzuführen sei. Erste „Umvolkungsaktionen“ betrafen die eingegliederten Ostgebiete, namentlich das Wartheland und Danzig-Westpreußen. Dorthin wurden zunächst viele der 70.000 Baltendeutschen umgesiedelt.

## Organisation

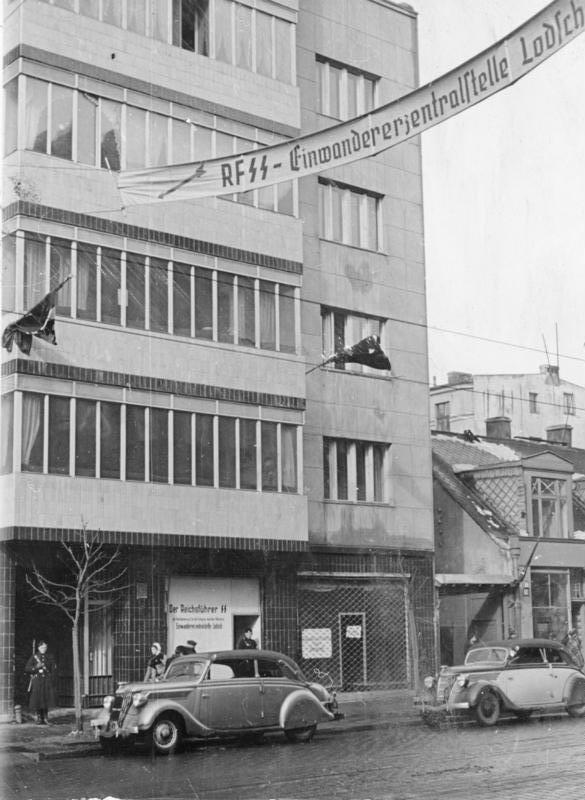
Einwandererzentralstelle Nord-Ost in Lodsch, 1939

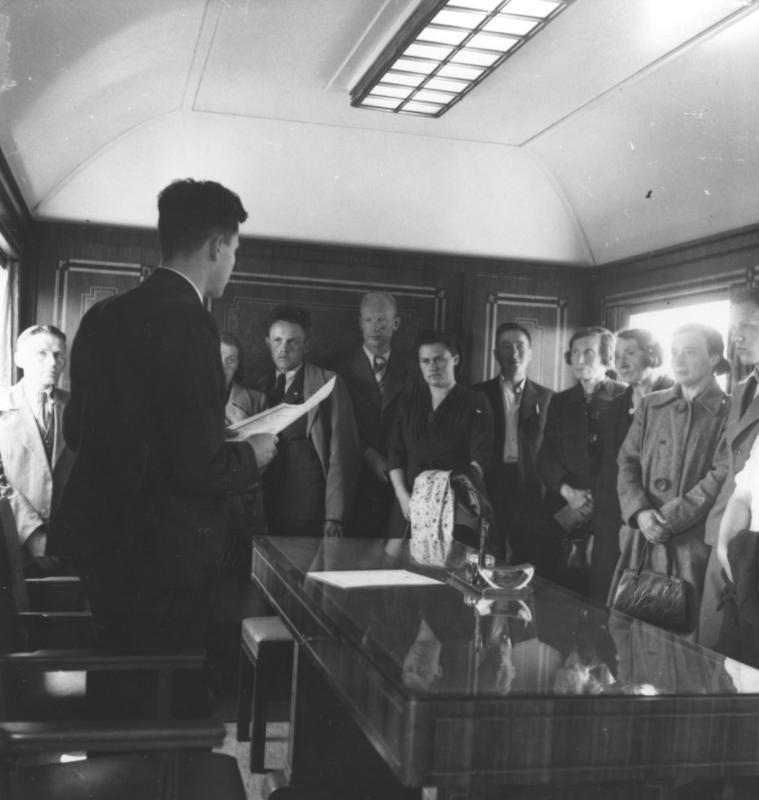
Einbürgerung von Umsiedlern im Sonderzug der EWZ (1941)

Die Einwandererzentralstelle wurde zuerst in "Gotenhafen" (1939 umbenannt aus Gdingen, polnisch: Gdynia) eingerichtet und stand anfangs unter Leitung von Martin Sandberger. Schon im November 1939 wurde sie nach Posen, dann im Frühjahr 1940 nach Berlin und im Herbst 1940 nach Litzmannstadt (1939 umbenannt aus Lodsch, polnisch: Łódź) verlegt. Ihre Aufgabe bestand in der Erfassung und „rassischen“ Bewertung der aus dem von Deutschland besetzten polnischen Territorium kommenden Umsiedler. Hier wurde anhand von vorgelegten persönlichen Unterlagen und biologisch-rassischen Merkmalen entschieden, ob die Person oder die jeweilige Familie als sogenannte „Volksdeutsche“ anerkannt und eingebürgert werden kann. Einen Verbindungsstab hatte sie in Berlin. Zweigstellen gab es noch in Gotenhafen, Stettin und zeitweilig in Schneidemühl. Nebenstellen waren in Krakau und Paris. Außerdem wurden seit Mitte 1940 fliegende Kommissionen gebildet, die mit einem Sonderzug der EWZ zu den verschiedenen Umsiedlerlagern der VoMi reisten und dort die Untersuchungen zur Einbürgerung vornahmen.
Bereits am 19. Oktober 1939 nahm die Einwandererzentralstelle (EWZ) ihre Arbeit in Gotenhafen auf. Die Umsiedler aus Estland und Lettland mussten sich in der EWZ melden, sie wurden registriert und gesundheitlich untersucht sowie für einen Transport zum Ansiedlungsort erfasst; es wurden Staatsangehörigkeitsfragen und Vermögensausgleich geklärt und der Arbeitseinsatz geregelt; zwei Tage danach sollten sie einen abschließenden Bescheid über den Einbürgerungsantrag erhalten. Um Platz für die Baltendeutschen zu schaffen, sorgte die EWZ in Zusammenarbeit mit der Einsatzgruppe III bis Februar 1940 zudem für die Vertreibung von Polen aus Danzig-Westpreußen.
Bei einer Umorganisation wurde im April 1940 die Umwandererzentralstelle (UWZ) eingerichtet, die die Deportationen organisieren sollte. Damit begann die Entwicklung der EWZ zur „Selektionsbehörde“ des Reichskommissars für die Festigung des deutschen Volkstums. Die EWZ war für die „erbbiologische“ Erfassung zuständig. Dazu war ein als „Durchschleusung“ bezeichneter Selektionsprozess nach „rassischen und rassenhygienischen“ Prinzipien durch (SS-)Ärzte der EWS Teil des Einbürgerungsverfahrens.

## Interner Aufbau
Bei der EWZ handelte es sich um eine „Sammeldienststelle“ mit einem Stab, der hauptsächlich aus Mitarbeitern Heydrichs bestand. Sie umfasste zudem abgeordnete Teilnehmer aus allen Behörden und Dienststellen, die am Einbürgerungsprozess beteiligt waren. Dazu gehörten
1. eine Melde- und Ausweisstelle der Ordnungs- und Sicherheitspolizei,
2. eine Gesundheitsstelle, betreut durch Reichsgesundheitsämter
3. eine Dienststelle des Rasse- und Siedlungshauptamtes (RuS-Stelle)
4. eine Vermögensstelle unter Mitarbeit von Reichsfinanzministerium und Reichsbank
5. eine Berufseinsatzstelle, betreut vom Reichsarbeitsministerium
6. eine Staatsangehörigkeitsstelle (Reichsinnenministerium, Abt. I)[9]

Die Sammelbehörde unterstand dem Leiter Hans Ehlich, der das Amt III B im Reichssicherheitshauptamt innehatte. Unter seiner Oberaufsicht handelte die EWZ weitgehend selbständig, aber nicht autonom.

## Kriterien

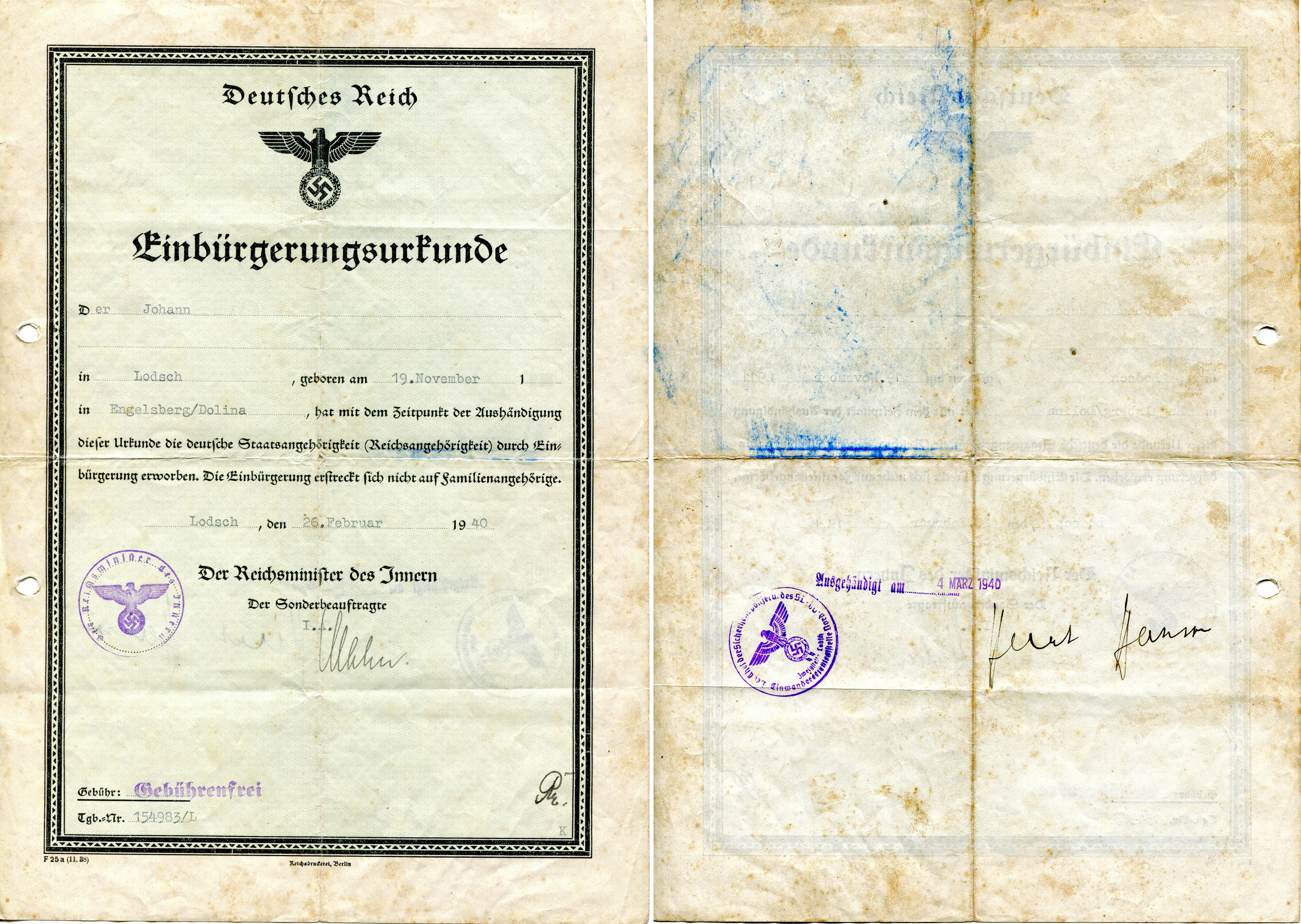
Einbürgerungsurkunde der damaligen Einwandererzentralstelle Nord-Ost Zweigstelle Lodz

Ob eine Umsiedlerfamilie eingebürgert wurde oder zurückgeschickt, wurde nach eingehender Prüfung entschieden und hing von einer Ansatzentscheidung ab. Sogenannte A-Fälle wurden im Altreich, O-Fälle im Osten angesiedelt; abgelehnte Bewerber wurden als S-Fälle ausgeschieden. Umsiedler der Kategorien O und A bekamen im günstigsten Bewertungsfall die erhofften neuen Bauernhöfe im Osten oder wurden als Fabrikarbeiter ins Altreich verwiesen. Dabei waren fünf Kriterien ausschlaggebend: anthropologische „Rassenbewertung“, positive erbbiologische Überprüfung, berufliche Qualifikation, kulturelle Merkmale und politische Zuverlässigkeit.
Neben der medizinischen Untersuchung durch Ärzte begutachteten so genannte „Eignungsprüfer“, Mitarbeiter des Rasse- und Siedlungshauptamtes der SS (RuSHA), die „Rasseeigenschaften“. Fanden die Ärzte während der „Durchschleusung“ Hinweise auf mögliche Erbkrankheiten, psychische Störungen oder sonstige auffällige Verhaltensweisen („asoziales Verhalten“, „triebhaft“), hatte das für solche Personen, unter Umständen auch für deren Angehörige, das Abbrechen der „Durchschleusung“ zur Folge. Es wurden Sterilisationsmaßnahmen im Rahmen des „Gesetzes zur Verhütung erbkranken Nachwuchses“ vom 14. Juli 1933 eingeleitet, die auch ohne die Einwilligung des Umzusiedelnden möglich waren, oder die Einweisung in psychiatrische Einrichtungen. Diese Einweisungen bedeuteten für die als „erbkrank“ eingestuften Umzusiedelnden, insbesondere für ihre als „erbgesundheitlich belasteten“ Kinder oft eine dauerhafte Einbeziehung in das NS-Psychiatriesystem, die eine erhöhte Gefahr für Leib und Leben darstellte (NS-Krankenmorde, TBC-Impfversuche etc.).
Große Umsiedlungsaktionen fanden zwischen 1939 und 1941 statt. Danach veränderte sich die Gewichtung der Bewertungsmaßstäbe: Anstelle der ursprünglich starken Betonung der deutschen Herkunft (Volkszugehörigkeit) gewann der Gesichtspunkt der rasseanthropologischen Einordnung an Bedeutung und es wurde auch mehr Wert auf ökonomische Faktoren gelegt. Größere Gruppen von „Volksdeutschen“ selektierte die EWZ dann wieder ab 1943/1944, um sie der Wehrmacht oder Wehrwirtschaft zuzuführen. Die Kategorie „Rasse“ ermöglichte es, mehr Personen zu erfassen und den Nachschub an Soldaten zu liefern.
Die Bezeichnung Umsiedler legt nahe, es habe sich stets um eine freiwillige Entscheidung gehandelt. Bis 1941 gab es Entscheidungsmöglichkeiten, so dass man nicht grundsätzlich von Zwang sprechen kann. Die Umsiedlung der Ukrainedeutschen war jedoch „eine Mischung aus Zwang und Evakuierung“, die von den Betroffenen wegen einer Verstrickung mit den nationalsozialistischen Besatzern mitgemacht oder auch gegen ihren Willen durchgeführt wurde.

## Auflösung und Weiterwirkung
Bis Ende Januar 1945 hatte die EWZ nach eigener Angabe mehr als eine Million Menschen selektiert. Schon seit Sommer 1944 war die Arbeit der EWZ durch den Kriegsverlauf beeinträchtigt. Beim Herannahen der Roten Armee floh der Führungsstab im Januar 1945 aus Litzmannstadt nach Zwickau, danach nach Bad Wörishofen. Der Mitarbeiterstab von rund 900 Personen wurde „vorübergehend“ an das RSHA entlassen oder in SD-Einheiten aufgenommen.
Keiner der beteiligten SD-Offiziere wurde wegen seiner Tätigkeit in der EWZ verurteilt. Bei Ermittlungen der Ludwigsburger Zentralen Stelle erklärten die als Zeugen vernommenen Beteiligten, die EWZ sei lediglich eine Einbürgerungsbehörde gewesen und habe mit ethnischen Säuberungen und der Umwandererzentralstelle nichts zu tun gehabt.
Nach dem Krieg wurden die EWZ-Akten teilweise benutzt, um über die Staatsangehörigkeit von so genannten „volksdeutschen Umsiedlern“ zu entscheiden. Damit wurden nationalsozialistische Kriterien übernommen. Dies führte zu einer großzügigen Anerkennungspraxis. Nach 1989 wurden die Kriterien geändert und die Zahl der anerkannten Anträge ging stark zurück.